# Ioan Ceterchi
Ioan Ceterchi (* 16. Dezember 1926 in Ferneziu, Baia Mare, Kreis Maramureș; † 5. April 1992 in Bukarest) war ein rumänischer Jurist, Hochschullehrer, Politiker der Rumänischen Kommunistischen Partei PCR (Partidul Comunist Român) und Diplomat, der unter anderem zwischen 1973 und 1985 Mitglied der Großen Nationalversammlung (Marea Adunare Națională) war. Er war ferner von 1980 bis 1982 Justizminister sowie zwischen 1984 und 1990 Botschafter in Schweden und Norwegen.

## Leben

### Hochschullehrer, Abgeordneter und ZK-Mitglied
Ioan Ceterchi begann nach dem Schulbesuch 1945 ein Studium an der Rechtswissenschaftlichen Fakultät der Universität Cluj und schloss dieses 1949 ab. Während des Studiums wurde er 1946 Mitglied der Kommunistischen Partei Rumäniens PCdR (Partidul Comunist din Romania). Anschließend absolvierte er von 1949 bis 1953 ein postgraduales Studium in der Sowjetunion und erwarb dort einen Doktor der Rechtswissenschaften. Nach seiner Rückkehr war er zwischen 1953 und 1955 Assoziierter Professor an der Universität Bukarest sowie im Anschluss von 1955 und 1961 Assoziierter Professor an der Universität Cluj, die 1959 in Babeș-Bolyai-Universität Cluj umbenannt wurde. Zugleich fungierte zwischen 1955 und 1957 als Leiter der Abteilung Wissenschaft und Kultur des Parteikomitees im Kreis Cluj. 1961 übernahm er eine Professur für Theorie und Geschichte des Staates und des Rechts an der Babeș-Bolyai-Universität Cluj und war dort bis 1967 Dekan der Rechtswissenschaftlichen Fakultät. Am 1. August 1965 berief man ihn zum Mitglied der Verfassungskommission der Großen Nationalversammlung. 1967 wechselte er wieder zur Universität Bukarest und war dort bis 1984 Professor und Inhaber des Lehrstuhls an der Rechtswissenschaftlichen Fakultät. Er wurde auf dem Zehnten Parteitag der PCR (6. bis 12. August 1969) Kandidat des ZK und behielt diese Funktion bis zum Elften Parteitag der PCR (24. bis 27. November 1974) an. 
Ceterchi bekleidete des Weiteren zwischen dem 31. Dezember 1971 und dem 3. April 1980 das Amt des Präsidenten des Legislativrates (Consiliul Legislativ) und wurde 1973 Mitglied des Exekutivkomitees der Vereinigung der Vereinten Nationen in Rumänien  (Asociație  pentru Națiunile Unite din România). Er wurde am 4. März 1973 erstmals Mitglied der Großen Nationalversammlung (Marea Adunare Națională) und gehörte dieser bis 1985 an. Am 1. März 1974 wurde er Korrespondierendes Mitglied der Rumänischen Akademie (Academia Română) und fungierte zudem zwischen 1974 und dem 22. Dezember 1989 als Vizepräsident der Akademie für Sozial- und Politikwissenschaften (Academiei de Științe Politice și Sociale). Auf dem Elften Parteitag der PCR (24. bis 27. November 1974) wurde er zum Mitglied des ZK gewählt und gehörte diesem Gremium bis zum Dreizehnten Parteitag der PCR (19. bis 22. November 1984) an.

### Mitglied des Staatsrates, Justizminister sowie Botschafter in Schweden und Norwegen
Am 9. Januar 1975 wurde Ioan Ceterchi Präsident der Zentralen Wahlkommission (Comisia Electorală Centrală) und gehörte zwischen dem 22. März 1975 und dem 28. März 1980 als Mitglied dem Staatsrat (Consiliul de Stat), dem kollektiven Staatspräsidium der Sozialistischen Republik Rumänien an. Daneben wurde er 1975 Mitglied des Obersten Rates für wirtschaftliche und soziale Entwicklung (Consiliul Organizării economico-sociale) sowie am 25. März 1978 Mitglied der Zentralkommission für Namen (Comisiei Centrale pentru Denumiri). Ferner übernahm er am 17. Juli 1978 die Funktion des Präsidenten der Kommission für die Analyse von an den Staatsrat gerichtete Vorschläge, Benachrichtigungen, Beschwerden und Forderungen der Werktätigen.
Am 1. April 1980 übernahm Ceterchi im zweiten Kabinett Verdeț das Amt des Justizministers (Ministrul justiției) und bekleidete dieses bis zum 26. Januar 1982, woraufhin Gheorghe Chivulescu seine Nachfolge antrat. Daneben wurde er 1982 Mitglied des Zentralrates der Juristischen Gesellschaft (Asociație juriștilor) sowie 1983 Mitglied der Nationalen Kommission für Demografie. Daneben engagierte er sich als Mitglied des Exekutivkomitees der Internationalen Vereinigung für Politikwissenschaften sowie als Mitglied der Gesellschaft für vergleichende Gesetzgebung.
Zuletzt wurde Ioan Ceterchi am 12. Juli 1984 Außerordentlicher und Bevollmächtigter Botschafter in Schweden und verblieb in diesem Amt bis zum 30. Januar 1990. Zugleich war er vom 26. Oktober 1984 bis zum 30. Januar 1990 in Personalunion auch als Botschafter in Norwegen akkreditiert. 1987 wurde er zudem Präsident der Rumänisch-Indischen Freundschaftsgesellschaft.
Für seine Verdienste erhielt er unter anderem 1971 den Stern der Sozialistischen Republik Rumänien Dritter Klasse (Ordinul Steaua Republicii Socialiste România) sowie 1981 den Orden für wissenschaftliche Verdienste (Ordinul „Meritul Științific“). Darüber hinaus wurde er mit dem „Simion Bărnuțiu“Preis der Rumänischen Akademie ausgezeichnet.

## Veröffentlichungen
Neben seiner Tätigkeit als Hochschullehrer und Politiker veröffentlichte Ceterchi zahlreiche juristische Fachbücher, die teilweise auch in andere Sprachen übersetzt wurden. Zu seinen Veröffentlichungen gehören:
- Introducere în studiul dreptului, Mitautor, Bukarest 1962
- Statul și dreptul. Doua decenii de dezvoltare, Bukarest 1967
- Teoria generală a statului și dreptului, Bukarest 1967
- Națiunea și contemporaneitatea, 1971
- 30 decembrie ’47. Premise şi semnificaţii, Bukarest 1972
- Democrația socialistă. Principii și acțiune politică, Bukarest 1974
- Rolul și funcțiile dreptului în făurirea societății socialiste multilateral dezvoltate, Mitautor Paul Cosmovici, Bukarest 1974
- Legislația și perfecționarea relațiilor sociale. Culegere de articole, Bukarest 1976
- Dreptul românesc contemporan. Evoluție și perspective, Bukarest 1977
- Sistemul politic al Republicii Socialiste România. Studii, Koordinator, Bukarest 1979
- Drepturile omului în lumea contemporană. Cooperarea internațională, Bukarest 1980
- Funcțiile statului socialist român. Dinamică și perspective, Mitautoren Sofia Popescu und Alexandru Bolintineanu, Bukarest 1980
- Democrația socialistă și autoconducerea muncitorească în România, Mitautoren Ion Florea und Aristide Cioabă, 1981
- Introducere în teoria generală a dreptului, Bukarest 1993